# Marie Koldinská
Marie Šedivá Koldinská (* 17. června 1971 Praha) je česká historička, spisovatelka a publicistka, vystudovala obor historie na Filozofické fakultě UK (1990–1995). Interní a distanční postgraduální studium tamtéž.

## Život
V roce 1995 absolvovala studijní pobyt na Forschungsschwerpunkt für Geschichte und Kultur Ostmitteleuropas v Berlíně. Specializuje se na dějiny raného novověku (zejména vyšší šlechta v Čechách v 16. a v první polovině 17. století), dějiny každodennosti, problematiku války a míru v pozdním středověku a v raném novověku, historickou antropologii a dějiny dějepisectví (zejména otázky metodologie).
Pracovala jako archivářka Okresního archivu Praha-západ. V Ústavu českých dějin FF UK absolvovala doktorské studium. Od roku 2001 byla vědeckou pracovnicí Výzkumného centra pro dějiny vědy, společného pracoviště Ústavu soudobých dějin AV ČR a Univerzity Karlovy.[zdroj?] V letech 2003 až 2023 pracovala na Ústavu českých dějin FF UK, nejprve jako odborná asistentka Ústavu českých dějin FF UK a v roce 2005 se na téže fakultě habilitovala v oboru českých dějin. Externě vyučovala i na FF ZČU. Od roku 2023 vyučuje na Pedagogické fakultě Masarykovy Univerzity.
Marie Koldinská publikuje v denním tisku, přednáší pro veřejnost, spolupracuje i s televizí, např. jako moderátorka pořadu Historie.cs, a s rozhlasem.

## Ocenění
- 2002 – Cena Josefa Pekaře
- 2013 – Cena Václava Havla – za cyklus Historie.cs (spolu se spoluautory)[2]